# Beaumont-en-Argonne
Beaumont-en-Argonne  là một xã ở tỉnh Ardennes, thuộc vùng Grand Est ở phía bắc nước Pháp.